# روبرت دولان
روبرت دولان (بالإنجليزية: Robert Dolan)‏ هو جيولوجي أمريكي، ولد في 5 أبريل 1929 في لوس أنجلوس في الولايات المتحدة، وتوفي في 24 أبريل 2016 في شارلوتسفيل في الولايات المتحدة.